# Live Shit: Binge & Purge
„Live Shit: Binge & Purge“ е първи концертен албум на американската хевиметъл група Металика. Албумът представя песни от успешното им турне през 1992 г. Самото турне е най-дългото в историята на групата. То започва през август 1991 г. и приключва с концерт във Виена през юли 1994 г. Live Shit: Binge & Purge съдържа три диска и три видеокасети, но в новата си версия – само два диска.
По време на турнето Металика свирят с Guns N' Roses през лятото на 1992 г. След края на Live Shit Металика се отдават на дълга почивка, като влизат в студиото чак през следващата 1995 г., за да запишат Load.

## Състав
- Джеймс Хетфийлд
- Ларс Улрих
- Кърк Хамет
- Джейсън Нюстед

## В музикалните класации
| Година | Музикална класация | Позиция |
| ------ | ------------------ | ------- |
| 1993   | The Billboard 200  | #26     |